# Земо-Халацани
Земо-Халацани (груз. ზემო ხალაწანი) — село в Ахметском муниципалитетe, Грузия.

## География
Село расположено в Панкисском ущелье, недалеко от берега реки Алазани, к северу от города Ахмета.
Ближайшие населённые пункты: на северо-западе — сёла Думастури и Джоколо, на юге — село Пичховани, на юго-западе — село Шуа-Халацани, на западе — сёла Квемо-Халацани и Дуиси.